# Френкель, Павел Львович
Павел Львович Френкель (литературный псевдоним — П. Тарусов; 25 июля 1946, Москва, СССР) — русский и немецкий писатель, драматург, переводчик.

## Биография
Окончил вечернее отделение Московского Государственного института иностранных языков имени М. Тореза. Сменил много профессий. Работал почтальоном, продавцом, разнорабочим, строгальщиком, гидом-переводчиком, инженером-переводчиком, ведущим телепрограммы «Для владеющих немецким языком», литературным сотрудником, заместителем главного редактора в редакции всесоюзного литературно-критического журнала «Детская литература» (1972—1996). Преподавал в Московском государственном университете культуры  (ныне Академия культуры и искусства) мировую детскую и юношескую литературу (1992—1996), в Российском православном университете — немецкий язык (1994—1995), в Университете имени Фридриха Александера вел семинары по социолингвистике (2001). Читал лекции в университетах Бамберга, Вюрцбурга, Франкфурте-на-Одере. Проживает в Германии и России.

## Творчество
Печатается с 1972 года. Автор пьес: «Долой огуречного короля!» (постановки в Нижнем Новгороде, Туле, Астрахани, а также на Московском и Ленинградском телевидении), «А вы загадали?», «Почему я здесь?», «Конец света отменяется» и других. Все они выходили в сборниках московского издательства «Искусство».
Опубликовал книгу прозы «Два кольца Курта Кёрбера» ( в соавторстве с А.С. Васильевым), повести «Десять из десяти» (печаталась в трех номерах журнала «Детская литература»), «Тишинка. Поздний дневник» («Алетейя», С.- Петербург,2006), «Палевый монах» («Алетейя», С.- Петербург, 2009), "Весёлое сердце" (IMP, 2023), а также ряд рассказов, написанных на русском и немецком языках. В 2021 году выпустил первую повесть на немецком языке "Карзан" ("BOD").
Переводил прозу и поэзию с немецкого (Франц Кафка, Вольфдитрих Шнурре, Петер Хандке, Ханс-Георг Ноак, Михаэль Энде и другие), а также со словацкого, датского и других языков. Френкель открыл для русского читателя австрийскую писательницу Кристине Нёстлингер: «Долой огуречного короля!», «Лоллипоп», «Небывалая игра», «Конрад, мальчик из консервной банки!», "Карл из телевизора", "Роза Ридль - призрак-хранитель".
Выпустил сборник критико-литературоведческих очерков о немецкоязычной литературе для детей и юношества «Четыре добрых пера». Опубликовал в русской и зарубежной прессе около ста критических и публицистических работ. С 1975 года по настоящее время многократно принимал участие в международных конгрессах и форумах с докладами на различные литературные и историко-публицистические темы.
Составил ряд сборников, увидевших свет в России и Германии, в том числе, «Я расту» (стихи, сказки, рассказы и рисунки лучших детских писателей СССР), «На пороге надежды» (повесть и рассказы писателей ФРГ для молодежи), «Адам, Сюзанна и другие герои» (повести детских и юношеских писателей Швейцарии), «Помнить вечно: Was im Gedaechtnis bleibt» (воспоминания очевидцев о 9 мая 1945 года), «Roter Stern zerplatzt» (Рассказы писателей из бывших республик СССР).
Печатался в журналах «Новый мир», «Знамя», «Иностранная литература», «Вопросы литературы», «Театр», «Таллинн», «Детская литература», «Пионер», «Костёр», а также в зарубежных изданиях.
Член Союза Писателей СССР (ныне Союз писателей России) с 1989 года. С 1992 по 1996 годы был членом международного жюри премии имени Х. К. Андерсена.

### Фильмография
- 1990 — «Долой огуречного короля» — сценарий
- 2011 — «Путь Марианны Верёвкиной» — сценарий документального фильма

## Награды
- Почетный диплом Международного совета по детской и юношеской литературе
- Серебряная медаль Иржи Трнки (Прага)
- Всесоюзная премия за лучшее произведение в области критики и литературоведения (в составе авторского коллектива двухтомника «Зарубежная детская литература»).
- Повести "Карл из телевизора" и  "Роза Ридль - призрак-хранитель" в переводе П. Френкеля номинировались на премию К.И. Чуковского соответственно в 2021 и 2022 г.г. и были включены в Long List.